# Хайлигенкройц (монастырь)
Аббатство Хайлигенкройц  (нем. Stift Heiligenkreuz, монастырь Святого Креста) — католический монастырь в австрийском посёлке Хайлигенкройц (федеральная земля Нижняя Австрия). Находится в южной части Венского Леса, примерно в 25 километрах юго-западнее центра Вены. Монастырь принадлежит ордену цистерцианцев, основан в 1133 году, один из самых старых и крупнейший из действующих цистерцианских монастырей Европы. Хайлигенкройц — один из самых больших сохранившихся средневековых монастырских архитектурных комплексов мира.

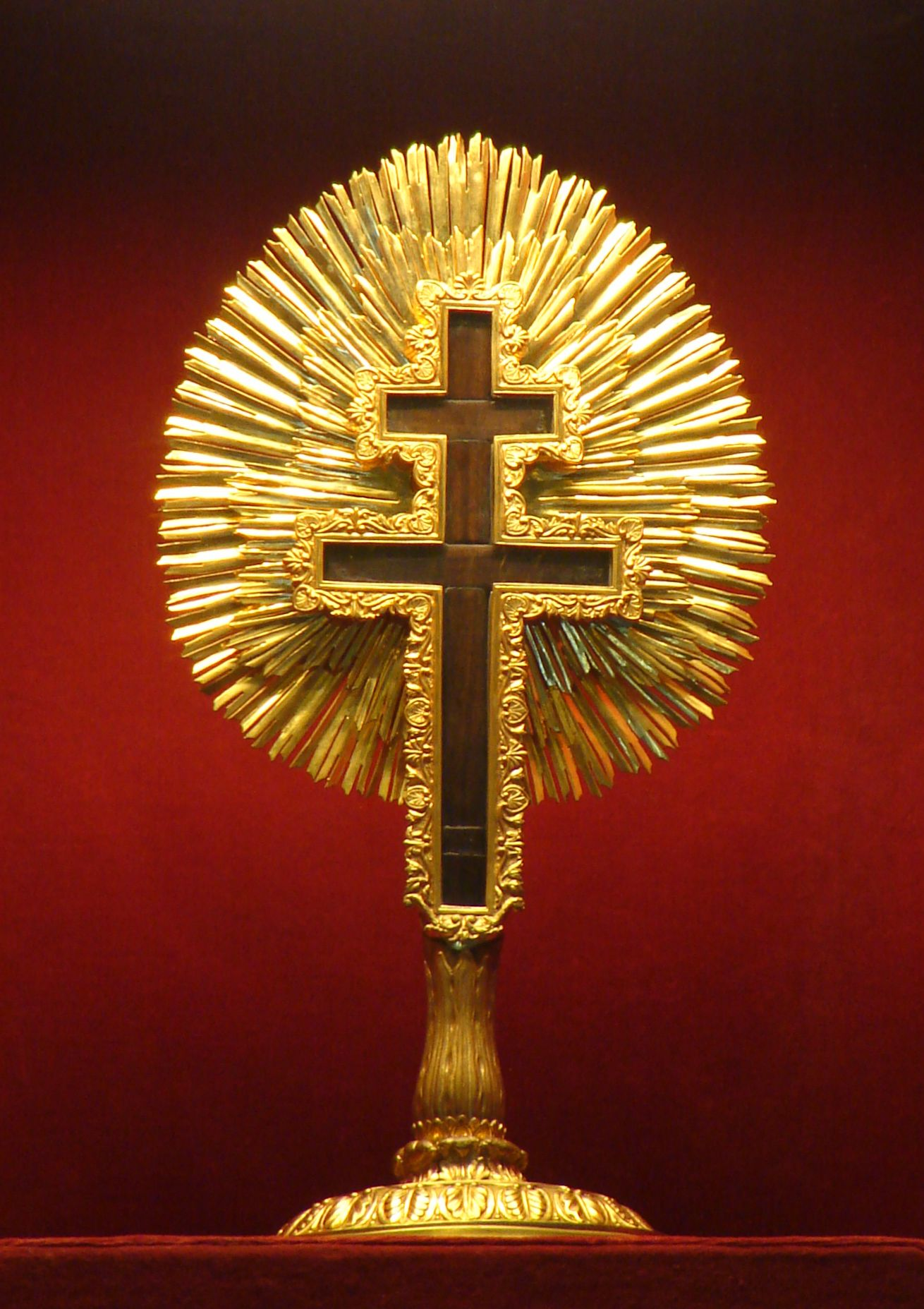
Реликварий с фрагментом Животворящего креста

## История
Монастырь был основан в 1133 году маркграфом Леопольдом III Святым по просьбе его сына Отто, аббата цистерцианского монастыря Моримон. Освящён монастырь был 11 сентября 1133 года и назван во имя Святого Креста. В 1187 году была освящена построенная монастырская церковь.
В 1182 году иерусалимский король Балдуин IV передал в подарок герцогу Австрии Леопольду V ценную реликвию — Крест с фрагментами Животворящего Креста Господня. 31 мая 1188 года герцог даровал реликвию монастырю Хайлигенкройц, где она хранится по сей день. Этот фрагмент Животворящего Древа самый большой в Европе, лежащей севернее Альп.
Династия Бабенбергов покровительствовала монастырю, что привело к его процветанию. Монахи из Хайлигенкройца основали большое количество дочерних монастырей по всей Австрии, а также в Венгрии и Чехии. Самые известные из них:
- Цветль (1138, Нижняя Австрия)
- Баумгартнберг (1142, Верхняя Австрия)
- Чикадор (1142, Венгрия)
- Мариенберг (1197, Бургенланд)
- Лилиенфельд (1202, Нижняя Австрия)
- Гольденкрон (1263, Чехия)
- Нойберг (1327, Штирия)

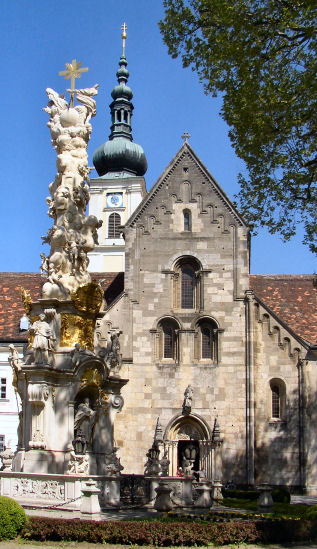
Церковь и колонна Св. Троицы

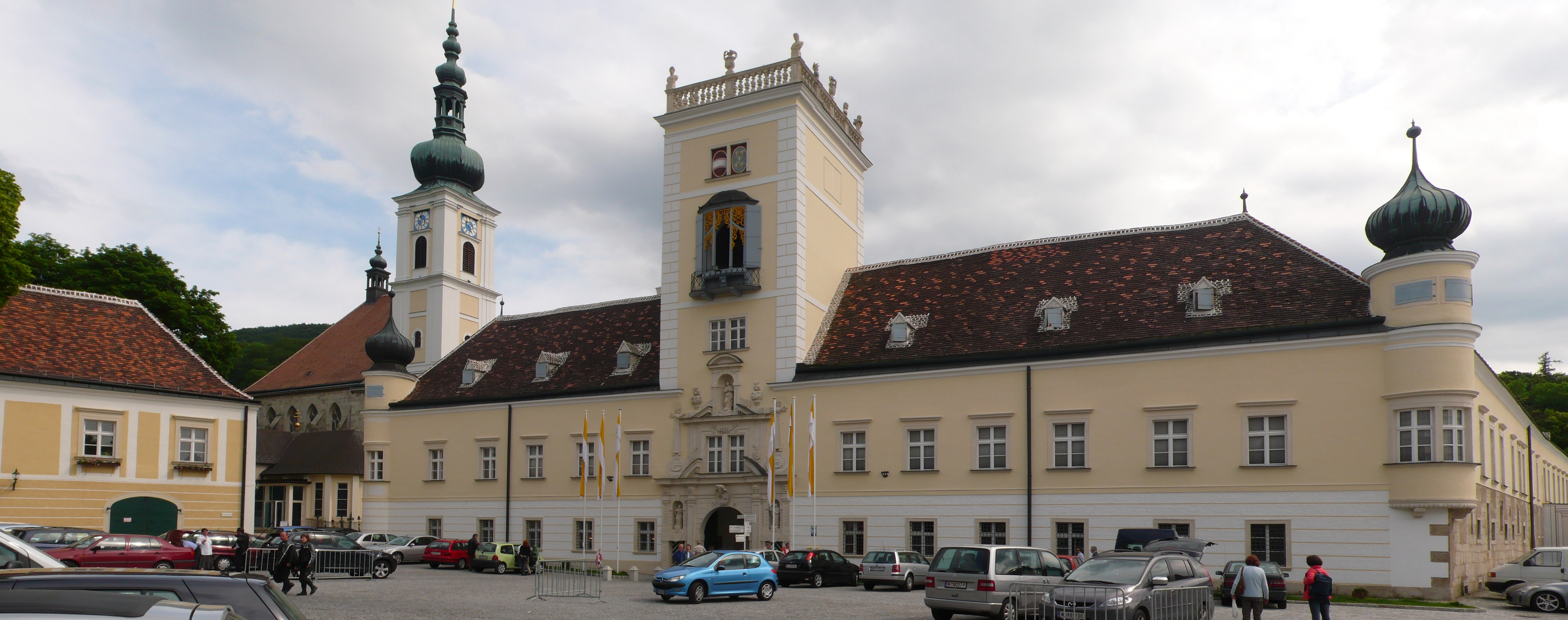

В XV — XVI веках период расцвета сменился упадком, вызванным частыми пожарами, эпидемиями и вражескими нашествиями. В 1683 году монастырь был осаждён турецкой армией и сожжён, в огне погибла богатая монастырская библиотека. После поражения турок в битве при Вене и ликвидации османской угрозы монастырь был постепенно восстановлен и расширен. Многие строения монастыря были в этот период перестроены в стиле барокко.
В период правления Иосифа II, который распустил множество австрийских монастырей, Хайлигенкройцу угрожало закрытие, однако он избежал этой участи благодаря тому, что в монастыре в 1802 году был основан Богословский институт (согласно императорскому Указу о веротерпимости не упразднялись только те монастыри, которые способствовали делу просвещения или призрения больных). Кроме того, в начале XIX века монахи Хайлигенкройца стали опекать и епархиальные приходы за пределами монастыря, в настоящее время они осуществляют пастырское душепопечительство в 19 приходах Нижней Австрии.
В период с 1938 по 1945 год существование монастыря было под угрозой. Национал-социалисты отобрали у монастыря значительную часть территории и арестовали некоторых монахов. После окончания второй мировой войны отобранное было возвращено монастырю.
В сентябре 2007 года аббатство посещал папа римский Бенедикт XVI в ходе своей поездки в Австрию.

## Описание
Архитектура монастырской церкви XII—XIII веков содержит в себе элементы как романской, так и готической архитектуры. Фасад, неф и трансепт — самые старые части здания храма — романские, и представляют собой редкий пример романской архитектуры в Австрии. Хоры храма — готические, датируются XIII веком. На хорах сохранился витраж XIII века. Фасад церкви выходит на запад, три окна фасада символизируют Святую Троицу. Внутренний интерьер, как и в большинстве цистерцианских храмов предельно строгий, без росписей и орнаментов. Обычно в цистерцианских церквях отсутствует колокольня, однако в Хайлигенкройце она была построена в XVIII веке в северной части в стиле барокко.
В Зале Собраний находятся захоронения тринадцати членов династии Бабенбергов, в том числе маркграфа Леопольда IV, герцога Леопольда V, герцога Фридриха I и последнего представителя династии герцога Фридриха II. Мощи блаженного Оттона Фрейзингского находятся в отдельной часовне.
При входе в аббатство расположен большой внутренний двор, в центре которого стоит барочная колонна Святой Троицы (Джузеппе Джулиани, 1739 год). Венецианский скульптор Джулиани создал также почти все монастырские скульптуры и изваяния. Впоследствии Джулиани вступил в орден и продолжал жить в монастыре уже как один из монахов. Похоронен он в монастырском храме.

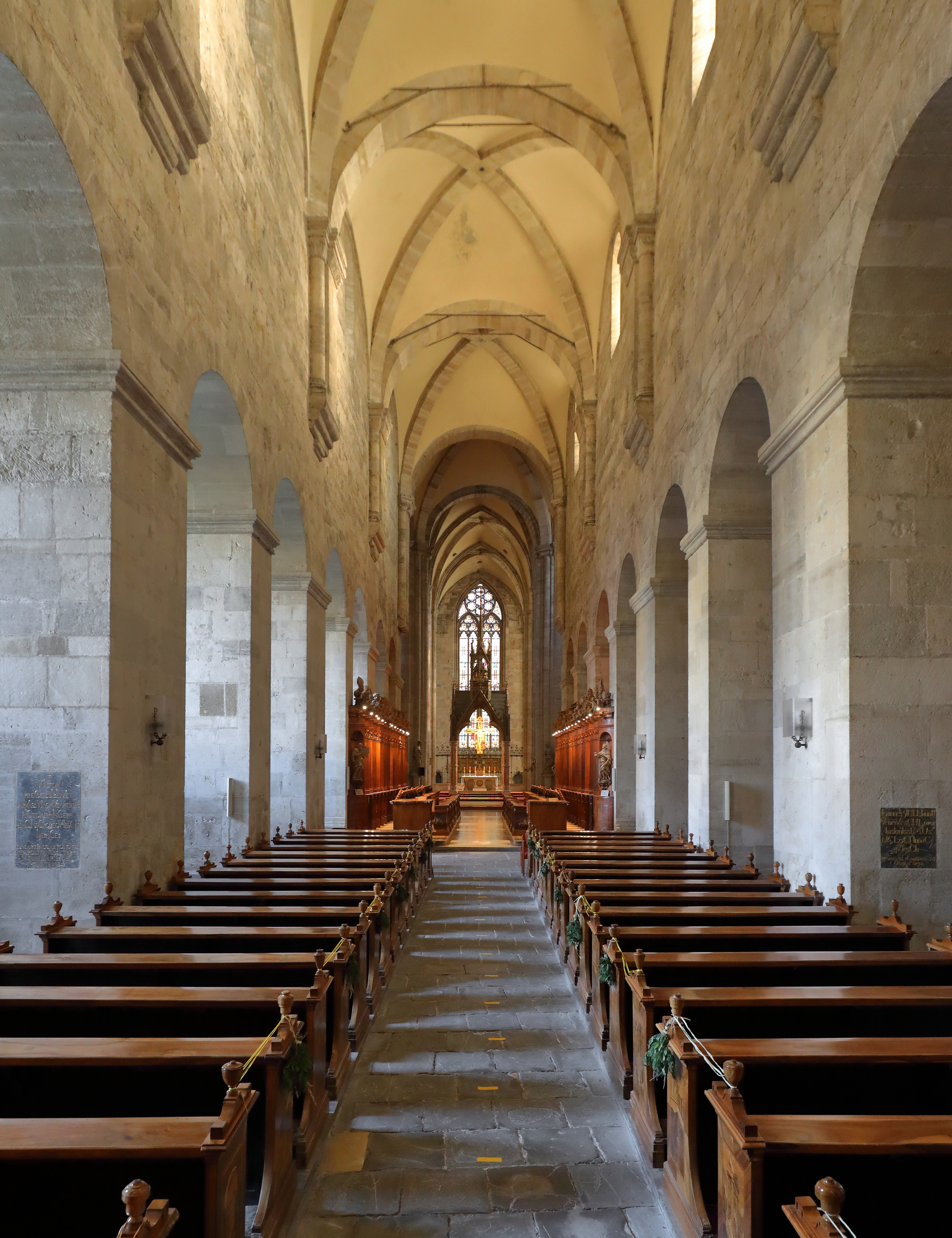
Неф монастырской церкви

## Современное состояние
Хайлигенкройц — действующий цистерцианский монастырь. Монашеская братия насчитывает около 70 человек. Посещение туристами монастыря разрешено в ограниченном порядке.
Основанный в 1802 году Богословский институт в 1976 году был преобразован в Философско-Богословскую Высшую школу. В настоящее время это заведение насчитывает более ста студентов как из числа монашествующих так и из мирян. Кроме Высшей школы при монастыре существует также колледж, выполняющий функцию семинарии. В Хайлигенкройце проходят обучение и новициат многие монахи из других монастырей Европы и мира.
На протяжении веков Хайлигенкройц считался одним из важных центров богословской мысли и григорианского пения. Традиции григорианского хорала в монастыре тщательно сохраняются, в 2008 году на студии «Universal Classics» был записан диск под названием «Chant — Music For Paradise» с григорианским пением монахов Хайлигенкройца.